# Präsidentschafts- und Parlamentswahl in Ghana 1979
Die Erste Runde der Präsidentschaftswahl in Ghana 1979 fand am 18. Juni 1979 zeitgleich mit der Parlamentswahl statt; etwa fünf Millionen Menschen waren wahlberechtigt. Nachdem kein Kandidat die absolute Mehrheit erreichen konnte, fand am 9. Juli 1979 eine Stichwahl zwischen den zwei stärksten Kandidaten der Ersten Runde, Hilla Limann (People’s National Party) und William Ofori-Atta (United National Convention), statt. Mit etwa 62 Prozent der abgegebenen Stimmen konnte sich Limann gegen seinen Konkurrenten durchsetzen; am 24. September 1979 übernahm er schließlich das Amt des Präsidenten, das er bis zu seinem Sturz durch den Provisorischen Nationalen Verteidigungsrat am 31. Dezember 1981 inne behielt.

## Ergebnisse

### Präsidentschaftswahl
| Kandidaten                        | Kandidaten         | Parteien                   | 1. Wahlgang | 1. Wahlgang | 2. Wahlgang | 2. Wahlgang |
| Kandidaten                        | Kandidaten         | Parteien                   | Stimmen     | %           | Stimmen     | %           |
| --------------------------------- | ------------------ | -------------------------- | ----------- | ----------- | ----------- | ----------- |
|                                   | Hilla Limann       | People’s National Party    | 631.559     | 35,3        | 1.118.305   | 62,0        |
|                                   | Victor Owusu       | Popular Front Party        | 533.928     | 29,9        | 686.097     | 38,0        |
|                                   | William Ofori-Atta | United National Convention | 311.265     | 17,4        |             |             |
|                                   | Frank Bernasko     | Action Congress Party      | 167.775     | 9,4         |             |             |
|                                   | Ibrahim Mahama     | Social Democratic Front    | 66.445      | 3,7         |             |             |
|                                   | John Bilson        | Third Force Party          | 49.104      | 2,7         |             |             |
|                                   | R. P. Baffour      | Unabhängiger Kandidat      | 8.812       | 0,5         |             |             |
|                                   | Kwame Nyanteh      | Unabhängiger Kandidat      | 8.490       | 0,5         |             |             |
|                                   | Mark Diamond Addy  | Unabhängiger Kandidat      | 5.957       | 0,3         |             |             |
|                                   | Imoru Ayannah      | Unabhängiger Kandidat      | 4.874       | 0,3         |             |             |
| Gesamt                            | Gesamt             | Gesamt                     | 1.788.209   | 100         | 1.804.402   | 100         |
|                                   |                    |                            |             |             |             |             |
| Wahlberechtigte                   | Wahlberechtigte    | Wahlberechtigte            | 5.070.000   |             | –           |             |
|                                   |                    |                            |             |             |             |             |
| Quelle: African Election Database |                    |                            |             |             |             |             |

### Parlamentswahl
| Listen                             | Listen                     | Stimmen   | %    | Mandate |
| ---------------------------------- | -------------------------- | --------- | ---- | ------- |
|                                    | People’s National Party    | 645.080   | 36,4 | 71      |
|                                    | Popular Front Party        | 541.659   | 30,6 | 42      |
|                                    | United National Convention | 310.062   | 17,5 | 13      |
|                                    | Action Congress Party      | 156.484   | 8,8  | 10      |
|                                    | Social Democratic Front    | 69.052    | 3,9  | 3       |
|                                    | Third Force Party          | 31.887    | 1,8  | –       |
|                                    | Unabhängige                | 16.165    | 0,9  | 1       |
| Gesamt                             | Gesamt                     | 1.770.389 | 100  | 140     |
|                                    |                            |           |      |         |
| Quelle: African Elections Database |                            |           |      |         |